# Schonebeck (Adelsgeschlecht)

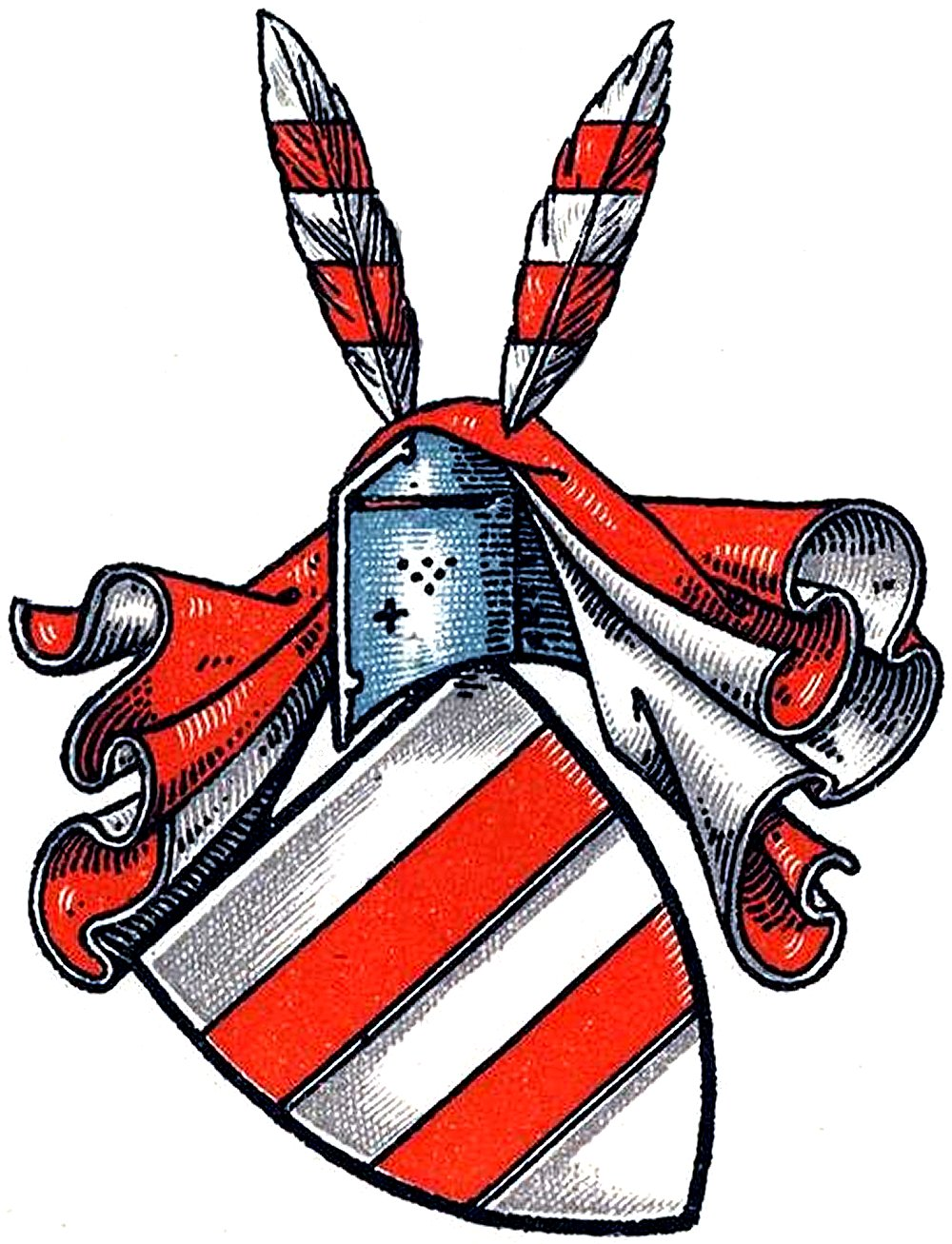
Stammwappen derer von Schonebeck

Schonebeck ist der Name eines alten, im Mittelalter bedeutenden münsterländischen Adelsgeschlechts, das im 19. Jahrhundert erlosch.

## Ursprung
Wahrscheinlich stammte schon Benno, der 1042–1062 als Vizedominus (und Vermögensverwalter) des Domkapitels von Münster urkundlich das Kirchengut von Nienberge stiftete, aus dem Geschlecht der von Schonebeck. Die Herren von Schonebeck, die bereits vor 1100 urkundlich als abgabepflichtig gegenüber dem Stift Überwasser auftauchten, erscheinen seit der zweiten Hälfte des 12. Jahrhunderts als Ministeriale des Bistums Münster, der Grafschaft Tecklenburg und der Herrschaft Steinfurt sowie als Mitglieder des Domkapitels von Münster. 1152, 1176 und 1186 erscheint urkundlich ein Godefridus, 1152 auch sein Bruder Heinricus in Urkunden als Zeugen.

## Besitzungen
Stammgut dieser Familie war der Oberhof Schonebeck an der Aa (1284 „Fluss Schonebeck“ genannt, nach dem auch die dortige Bauerschaft sich benennt, gelegen auf Gemarkungen der heutigen Orte Nienberge, Roxel und Havixbeck). Er wurde schon 1100–1184 als abgabepflichtig gegenüber dem Stift Überwasser urkundlich erwähnt, wurde aber nach unglücklich verlaufenen Fehden und Erbteilungen schon im 13. Jahrhundert von seinen zahlreichen Unterhöfen entblösst; die Ritter von Schonebeck mussten ein Gut nach dem anderen veräußern. Ihr dort im 12. Jahrhundert entstandener Stammsitz, die mächtige Burg Schonebeck in Sichtweite der heutigen Burg Hülshoff wurde 1282 zerstört. Sie lag erhöht an der Aa (damals Schonebeck genannt) und war auf einer Seite durch ein Bruch geschützt. 
Franko von Schonebeck und sein Sohn Dietrich aus dem Kirchspiel Roxel (Rokeslere), die 1232 in Greven eigenmächtig die Burg Schöneflieth erbaut hatten, gerieten in Konflikt mit dem Bischof, der diese Burg 1276 zerstören ließ.
Ihre Burg Haus Groß-Schonebeck wurde erstmals 1270 im Sühnevertrag zwischen dem Münsteraner Bischof Gerhard von der Mark und den Brüdern Hermann und Dietrich von Schonebeck erwähnt. Diese verpflichteten sich, den Platz, auf dem das durch Gerhard zerstörte castellum in Wedelinc stand, nicht ohne Genehmigung des Bischofs wieder zu bebauen, taten dies aber trotzdem.
Dietrich von Schonebeck musste 1282 auch ihre Belehnung mit der Freigrafschaft Münster an den Bischof verkaufen.
Die Schonebeck wurden als Nachfolger der Edlen von Steinfurt nach 1301 mit Burg Hülshoff beliehen. 1369 belehnte der Propst von St. Mauritz den Ritter Dietrich von Schonebeck auch mit dem Gut Brüningshof der Herren von Brüning. An gleicher Stelle entstand später Haus Havixbeck. Durch Heirat der Crissella von Schonebeck mit Sweder oder Assuerus von Bevern um das Jahr 1450 kam das Anwesen an diese Adelsfamilie.
1384 wurden andere Besitztümer unter drei Brüdern aufgeteilt, die Burg Haus Groß-Schonebeck wird dabei zweigeteilt. 1388 erteilten die Brüder Schonebeck ihren Gläubigern – Domdechant, Domkapitel, Bürgermeister und Rat der Stadt Münster – das Öffnungsrecht über die Burg. Währenddessen sanken die von Schonebeck zu Raubrittern herab, gegen die der Bischof 1398 gewaltsam vorgehen musste. 1398 wurden Hof und Burg an den Bischof von Münster, den Domdechanten und das Domkapitel verkauft.
Die Anfänge von Haus Klein-Schonebeck reichen durch Schriftquellen gesichert in das ausgehende 14. Jahrhundert zurück. Sie wurde bis 1550 von einem Zweig der Familie Schonebeck bewohnt, der sich in der Überlieferung nur schwer von der auf Groß-Schonebeck sitzenden Linie unterscheiden lässt.
Nach 1442 sind die Herren von Schonebeck Besitzer von Haus Nienberge. Noch 1823–29 waren sie dort an der Markenteilung mit Grundbesitz beteiligt. 1883 starb der letzte dieser Linie der Schonebeck und damit erlosch dieses alte Geschlecht.

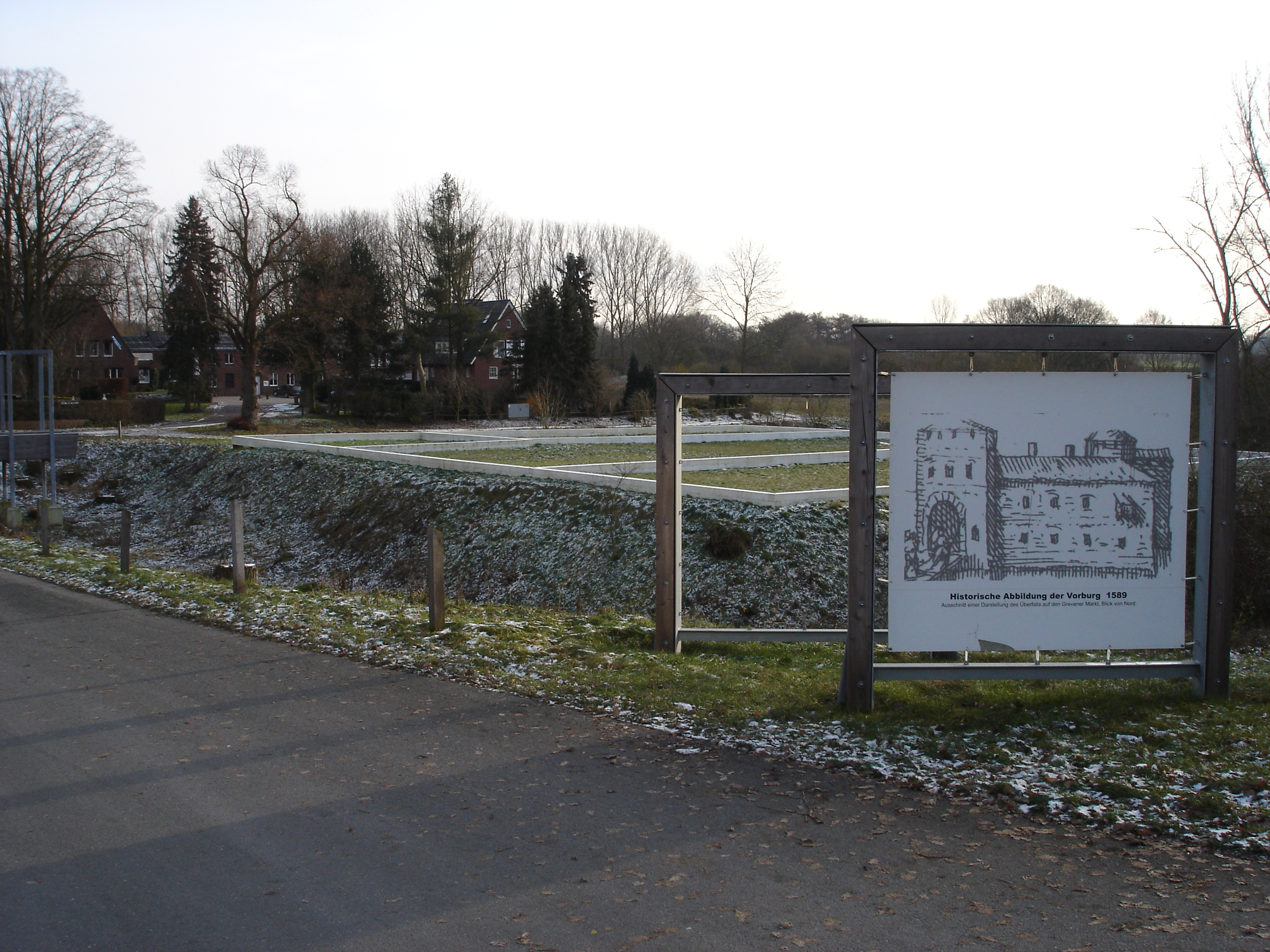
Burg Schöneflieht in Greven
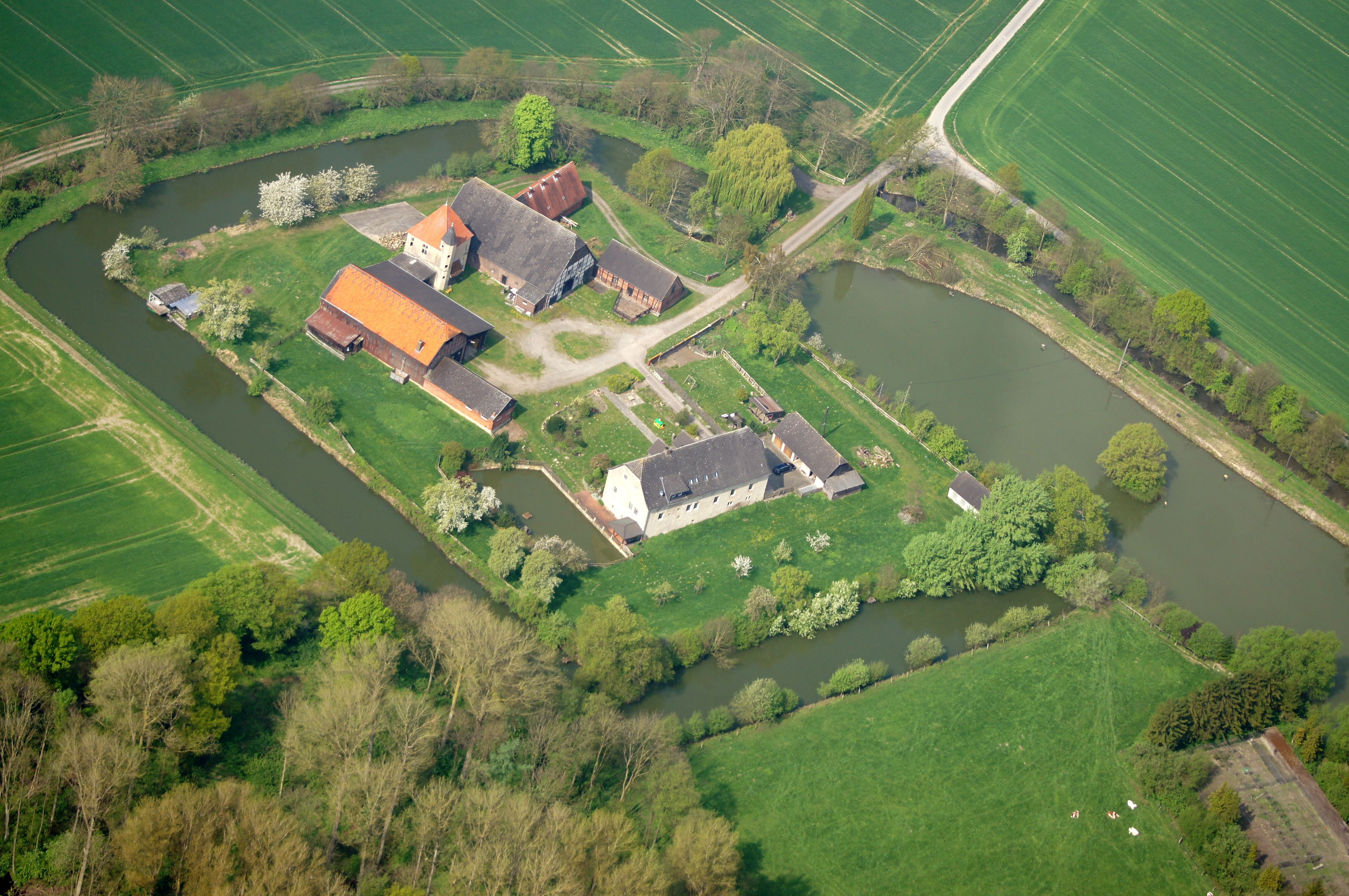
Haus Groß-Schonebeck in Nottuln-Appelhülsen
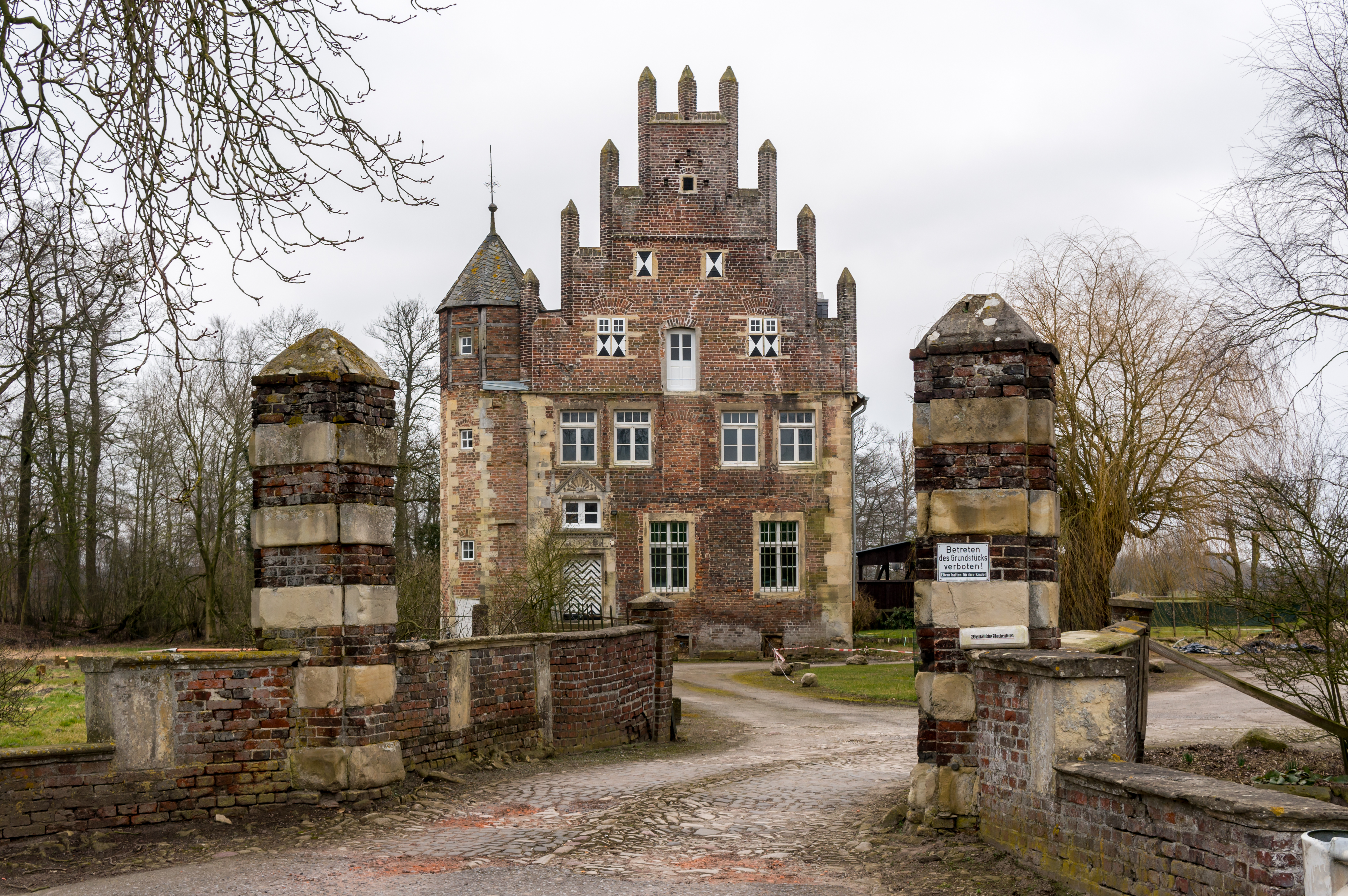
Haus Klein-Schonebeck in Nottuln-Appelhülsen
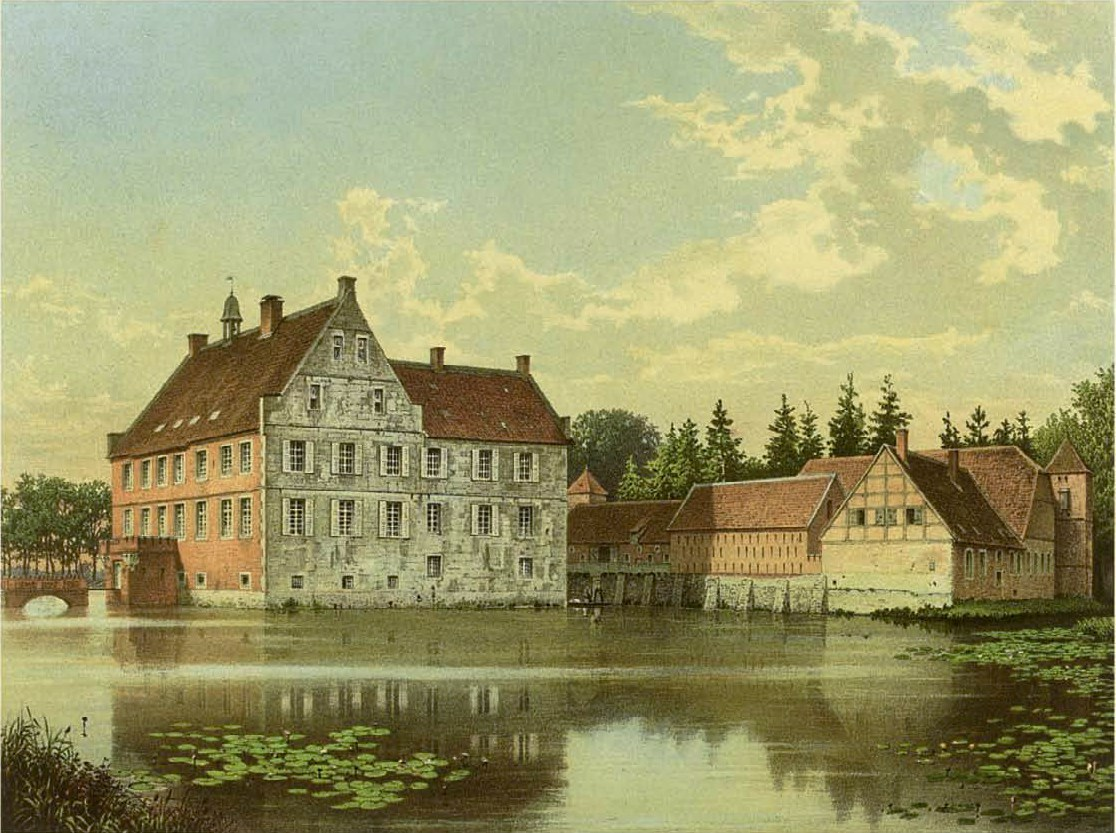
Burg Hülshoff in Roxel

## Verwandtschaft mit den Droste zu Hülshoff
Das ehemals edelfreie Erbmännergeschlecht von Deckenbrock/Droste zu Hülshoff, das im Gegensatz zu den Schonebeck mit den Bischöfen kooperierte, verband sich ab dem 14. Jahrhundert mit ihnen durch Heirat: Hadewich von Schonebeck, Witwe des Hermann von Schonebeck, brachte vermutlich die Güter Grosse und Kleine Markenbeck in der (Roxeler) Bauerschaft Brock in ihre Ehe mit Everwin I. von Deckenbrock. Deren Sohn Alhard I. wurde auch in der Nachfolge der Ritter von Schonebeck mit der Freigrafschaft Münster beliehen. Sein Sohn Johann IV. Droste zu Hülshoff erwarb 1414 zunächst eine Parzelle vom Hülshove, heute der nördliche Teil des Schlossparks. 1417 kaufte er von seiner entfernten Verwandten Jutta von Schonebeck auch das Haus Tor Kulen, urkundlich bereits 1347 erwähnt, und den Oberhof Burg Hülshoff. Ihren o. g. Hof Schonebeck, zu dem auch Hülshoff gehört hatte, hatten die Schonebeck 1349 an die Erbmännerfamilie von Cleyhorst verkauft, die ihn im 16. Jahrhundert mit ihrem entfernten Verwandten Heinrich I. von Droste zu Hülshoff tauschten. Conrad von Schonebeck auf Haus Nienberge heiratete 1713 die Stiftsdame Anna Franziska Droste zu Hülshoff, eine Schwester von Heinrich Johann I. Droste zu Hülshoff. 1825 erwarb Clemens-August II. von Droste zu Hülshoff, der Vater der Dichterin Annette von Droste-Hülshoff, Haus Rüschhaus von Martin von Schonebeck zu Nienberge. Die Dichterin berichtete in Briefen, dass sie sich von der verarmten Witwe des Verkäufers, der sie zu helfen versucht hatte, bedrängt fühlte.

## Wappen
In Silber zwei rote Balken. Auf dem Helm zwei silberne Fasanenfedern mit zwei roten Balken belegt.